# 섬 위의 궁전

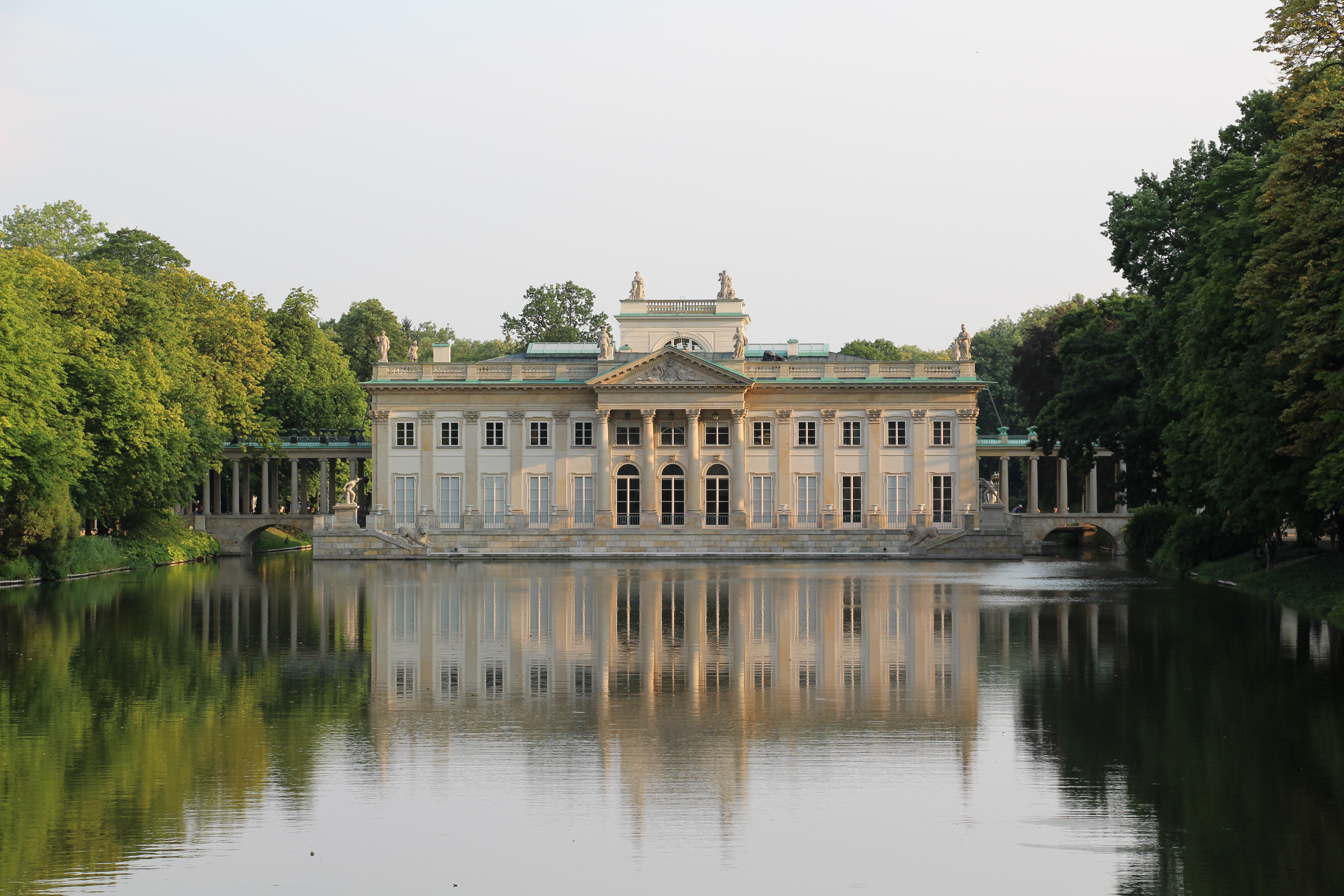
섬 위의 궁전

섬 위의 궁전(폴란드어: Pałac Na Wyspie) 또는 와지엔키 궁전(폴란드어: Pałac Łazienkowski)은 폴란드 바르샤바 와지엔키 공원에 있는 궁전이다.
1674년부터 이 궁전과 근처의 우야즈도프스키성은 스타니스와프 헤라클리우스 루보미르스키의 소유였으며, 그는 바로크 양식의 목욕탕인 '와지엔카'를 의뢰했다. 정사각형 평면에 세워진 이 건물은 치장 스투코, 조각상, 그림으로 화려하게 장식되었다. 원래 장식과 건축 세부 사항 중 일부는 살아남았다.
1766년, 스타니스와프 아우구스트 포니아토프스키가 이 부지를 매입하고 목욕탕을 영국식 정원이 있는 고전주의 여름 별장으로 개조했다.
제2차 세계 대전의 마지막 단계에서 후퇴하는 독일군은 궁전 내부를 파괴하고 폭발물로 파괴할 준비를 하기 위해 구조물에 구멍을 뚫었다. 그러나 이 계획은 실행되지 않았다.